# Балтийское небо (роман)
«Балтийское небо» — роман Николая Чуковского о героизме лётчиков Балтфлота и защитников осаждённого Ленинграда, опубликованный в 1955 году.
Он является одним из наиболее значительных произведений автора.
Рекомендован для среднего и старшего школьного возраста.

## История создания
В 1942 году Николай Чуковский испытал ужасы блокады. Он был военкором на аэродроме 3-го гвардейского истребительного авиационного полка ВВС КБФ и видел самолеты И-16, на которых и летали герои романа, не раз поднимался в воздух с балтийскими летчиками. Это все вдохновило его написать в 1946 году данный роман.
Н.Чуковский работал над романом с 1946 по 1954 год, при этом отдельные детали романа появились в его брошюрах о морских летчиках уже в 1941 году. Роман принес ему широкую известность среди читателей и одобрение критики, назвавшей его ярким литературным событием.
Роман выдержал несколько изданий (9 изданий к 1965 году), переведен на иностранные языки.

## Прототипы героев романа
Прототипом главного героя романа Константина Лунина стал Герой Советского Союза Георгий Дмитриевич Костылев
Прототипом героя романа Игоря Кабанкова стал участник обороны Ленинграда, летчик 3-го гвардейского истребительного авиационного полка ВВС Балтфлота, Герой Советского Союза Игорь Александрович Каберов. В романе приведены стихи Каберова, напечатанные в газете во время войны и затем опубликованные в документальном сборнике «Герои и подвиги», выпущенном Госполитиздатом в 1958 году.
После выхода в свет романа, ветераны 1 ГвИАД ВВС КБФ (в которую входил 3 гиап ВВС КБФ) считали, что прототипом главного героя в нём является командир 2-й эскадрильи 3-го гвардейского истребительного авиаполка ВВС КБФ А. Ф. Мясников.

## Сюжет
Константин Игнатьевич Лунин, гражданский лётчик, зачислен в эскадрилью капитана Рассохина, где есть свои драмы — летчика-аса, лейтенанта Никритина сбивают из-за того что его ведомый летчик Байсеитов погнался за «Юнкерсом». Рассохин его ругает и между ними начинается вражда. В полку также есть лётчики — Серов, который является любимчиком Рассохина и который вскоре начинает дружить с Луниным, так как становится его ведомым, Чепелкин и Кабанков (по прозвищу «Кабанок»). Также в книге участвуют: Мария Сергеевна, которая знакомится с Соней Быстровой — внучкой профессора Ильи Яковлевича Медникова, который вскоре умирает, и Славка Быстров, который является младшим братом Сони. Все герои становятся связанными вместе.
В центре романа — образы морских летчиков эскадрильи капитана Рассохина, славная история этой эскадрильи — трагическая судьба большинства её личного состава. Один за другим гибнут летчики в героической схватке с врагом: носителем и продолжателем боевых традиций части остается один только Лунин, на долю которого выпадает задача обучить и воспитать новое поколение летчиков. В романе отлично выявлена характерная особенность Великой Отечественной войны — рост советского человека, его боевого уменья, патриотического сознания.
Образы советских людей типичны, ибо в них с большой художественной силой и полнотой раскрыты черты русских воинов нового склада, революционный дух людей, воспитанных Советской властью, их любовь к Родине, исконные черты миролюбия нашего народа, вынужденного вступить в святой и правый смертный бой с врагом. Героям романа присущ неистощимый оптимизм, свойственный советским людям.
Роман последовательно воспроизводит ход боев и работу тружеников тыла в условиях Ленинградского фронта. Духовная сила советского народа воплощена не только в образах защитников «балтийского неба», но и во всех остальных героях этого романа, характерной особенностью которого является отсутствие отрицательных персонажей.

## Экранизации
В 1960 году роман был экранизирован. Автор романа, Н. Чуковский, был недоволен экранизацией и даже отправил открытое письмо в «Литературную газету» с характерным заголовком «Бесцеремонность», требуя снять фильм с кинопроката.

## Издания
- «Балтийское небо», авт. Николай Корнеевич Чуковский, изд. «Советский писатель», влад. ориг. Мичиганский университет, 1955 — Всего страниц: 574.
- «Балтийское небо» — М.: Советский писатель, 1965—534 с.
- «Балтийское небо» — М.: Детская литература, 1980. — 479 с.
- «Балтийское небо» — М.: Художественная литература, 1989. — 509 с.
- «Балтийское небо», авт. Николай Корнеевич Чуковский, изд. «Государственное издательство художественной литературы», 2013.